# Medaille der belgischen Tirailleure
Die Medaille der belgischen Tirailleure war eine portugiesische Auszeichnung. 
Das Ehrenzeichen wurde von Königin Maria aus dem Haus Braganza am 24. Dezember 1835 gestiftet. Anlass war die Wiederherstellung ihrer Macht durch Einheiten  belgischer Tirailleure.

## Ordensdekoration
Das Bild der Königin vom Wahlspruch „Amor et Qbedientia spes publica“ umgeben auf der Vorderseite und das Wappen Portugals auf der Rückseite mit der Devise „Rainha, Patria, Liberdade“ war die Ordensdekoration.

## Ordensband und Trageweise
Das Ordensband war in den Nationalfarben hellblau und weiß längs zu gleicher Breite gefärbt. Die Auszeichnung wurde auf der linken Brustseite getragen.